# Alexander Cabaník
Alexander Cabaník (* 8. května 1958) je bývalý slovenský fotbalista, obránce.

## Fotbalová kariéra
V lize hrál za Spartak Trnava a na vojně za Duklu Banská Bystrica. V československé lize nastoupil ve 184 utkáních a dal 13 gólů.

## Ligová bilance
| Ročník                                      | Zápasy | Góly | Klub                  |
| ------------------------------------------- | ------ | ---- | --------------------- |
| 1. československá fotbalová liga 1980/81    | 12     | 3    | Spartak Trnava        |
| 1. československá fotbalová liga 1981/82    | 27     | 4    | Spartak Trnava        |
| 1. slovenská národní fotbalová liga 1982/83 | 20     | 4    | Dukla Banská Bystrica |
| 1. československá fotbalová liga 1983/84    | 26     | 3    | Dukla Banská Bystrica |
| 1. československá fotbalová liga 1984/85    | 26     | 4    | Spartak Trnava        |
| 1. československá fotbalová liga 1985/86    | 25     | 0    | Spartak Trnava        |
| 1. československá fotbalová liga 1986/87    | 10     | 0    | Spartak Trnava        |
| 1. československá fotbalová liga 1987/88    | 29     | 0    | Spartak Trnava        |
| 1. československá fotbalová liga 1988/89    | 24     | 0    | Spartak Trnava        |
| 1. československá fotbalová liga 1989/90    | 5      | 0    | Spartak Trnava        |
| CELKEM                                      | 184    | 13   |                       |